# غيث حسين
غيث حسين (مواليد 13 يوليو 1997، لاعب كرة قدم إماراتي يجيد اللعب كحارس مرمى.

## مسيرة اللاعب
لعب في نادي النصر ونادي العروبة ونادي الرمس ونادي الجزيرة الحمراء.